# 美化身心
美化身心 (Better Body and Soul) 是一個針對居美華人製作的美国生活資訊性電視節目。此節目於2010年夏天透過美國中文電視，KTSF，鳳凰衛視美洲台，KSCI 播出，並於2011年重播。節目為JLG娛樂製作旗下作品
製作人：溫偉傑

編導：林子慧

主持人：劉翔

外景主持人：肇水含、徐偉峰

## 外部連結
- 节目官方网站 （页面存档备份，存于）
- 多維新聞網[永久]
- 星島日報[永久]